# Matityahu Simcha Rabener
Matityahu Simcha Rabener (în limba ebraică:מתתיהו שמחה רבנר, în limba idiș:מתיתיהו שמחה רבענער ,n.23 ianuarie 1826 sau 1829 - aprilie 1894) a fost un rabin, pedagog, scriitor, traducător și publicist evreu din România, originar din Galiția de est, reprezentant  al miscării Haskala în rândurile evreilor din Galiția, Bucovina și Moldova, apoi România.  A activat cu deosebire la Cernăuți și Iași și a scris în limbile ebraică, germană și română.  A fost cunoscut si sub pseudonimul ebraic „Hamashbir” 

## Biografie

### Copilăria și tinerețea
Matityahu Simcha Rabener s-a născut în 1826 sau 1829 la Liov, în Galiția orientală (Regatul Galiției și Lodomeriei) pe atunci în Imperiul Austriac, ca fiu al lui Yehuda Rabener, sau după alte surse, Leib (sau Yehuda Leib) Bobreker, și al soției acestuia, Yente. Între străbunii săi s-a numărat membri ai familiei Menkes. Rabener a învățat studii de iudaism în Beit Midraș-ul rabinului Yaakov Meshulam Orenstein, unde s-a distins ca „iluy” (copil minune în învățătura talmudică). La 15 ani a inceput sa se intereseze de lumea culturii generale, a învățat limbi străine, gramatica ebraică și a citit povestiri și poezii in ebraică, mai ales din volumul I al revistei editate în 1841 de prietenul său, Mendel Itzhak Stern (Max Immanuel Stern) (1811-1871). Rabener nu s-a mulțumit cu studiile rabinice, și s-a înscris la studii de filozofie, orientalistică și muzică la Universitatea din Lemberg (Liov).
A locuit un timp la Viena, unde a facut cunoștință cu un grup de maskilim moderați și cu un grup de adepți ai reformelor religioase în cultul iudaic. S-a împrietenit cu câțiva din ei, mai ales cu Meir Halevi Letteris. De asemenea a vizitat la Zolkiew pe Nachman Krochmal, iar la Kulikov pe Shimshon Bloch, acestia fiind și ei reprezentanți de frunte ai Haskalei.

### Continuarea activității în Galiția și Bucovina
În 1848 Rabener s-a însurat cu o tânăra evreică din Rava-Ruska, localitate unde s-a împrietenit și cu scriitorul Avraham Goldberg,   
Și-a încercat norocul și în afaceri dar în 1855 și-a pierdut toată averea și s-a stabilit la Naraiov, unde a găsit o slujbă de secretar la un om de afaceri.
În 1860 la invitația unchiului său, rabinul Lazăr Elias Igel, a venit la Cernăuți, care in vremea aceea era și el în Imperiul Austriac, și a lucrat acolo ca profesor.
Și la Cernăuți Rabener s-a atașat de un grup de scriitori ebraici, dintre susținătorii Haskalei:Avraham Eizner, Moses Orenstein, Avraham Goldfaden si altii. În afara unei cărți de gramatică ebraică - Luakh Halev (Tabla inimii), Rabener a publicat un volum de versuri Et Hazamir (Vremea ciocârliei)  in care a inclus si poezii de Friedrich Schiller, pe care le-a tradus în ebraică.

### Activitatea sa în România
Cautand de lucru, Rabener a plecat de la Cernăuți în sudul Bucovinei și apoi în România. În 1865 a fost numit predicator și profesor de religie iudaică la un gimnaziu din Suceava. Acolo a scris, între altele, o predică intitulată Koresh (adică Cyrus) dedicată împăratului Franz Josef.În 1867 a fost angajat ca predicator și director al școlii evreiești modernizate ("metukan") de băieți din Fălticeni, care, însă. a fost închisă la finele lui 1868 sau inceputul lui 1869 sub presiunea evreilor bigoți. În aceste împrejurări în 1869 Rabener s-a mutat la Iași, pentru a conduce școala evreiască înființată acolo de bancherul si filantropul Jacob de Neuschotz.A fost de asemenea, angajat și ca predicator la noul Templu evreiesc Beth Jacob, ctitorit de Neuschotz.
În paralel, Rabener a lucrat și ca traducător oficial al Consulatului austro-ungar la Iași.
El a devenit unul dintr-un „triumvirat” de scriitori maskilim evrei din Moldova, care s-au pronuntat pentru emanciparea și modernizarea evreilor din România și integrarea lor în viața tării ca „israeliți români” patrioți, ceilalti fiind Mordehai Strelisker, cantor (hazan) la Mihăileni, și Hillel Kahana, care a fost un  timp, director al școlii evreiești de băieți din Botoșani.
Rabener a înființat la Iași revista Zimrath Haaretz (Cântarea Țării) cu tematică religioasă și educativă evreiască, din care nu au apărut decât două numere  - în 1872 și în 1877. Rabener a locuit mulți ani la Iași, dar în anii 1890 numele său a fost amintit ca predicator la Roman.
În 1894 a murit acolo după trei zile de boală.
În unele surse scrie că ar fi murit la Lemberg în 1901.
(L.Z.Herșcovici)

## Munca literară a lui Rabener
În scrierile sale Rabener a fost influențat de curentul de gândire raționalist , dar și de cel romantic. 
A scris în ebraică poezii și articole, traduceri din Schiller si Byron (Neghinot Èver - Cântece ebraice 1862). De asemenea  în 1880 a scris o piesă de teatru în versuri, bilingvă, în ebraica și ]n germană  versuri, cu titlul Shulamit o Shir Hashirim ("Sulamit oder das Hohe-Lied Salomos" - adică Sulamita sau Cântarea Cântărilor). Și această piesă a dedicat-o împăratului Franz Josef, cu ocazia aniversării a 25 ani de la căsătoria sa - la 24 aprilie 1879. 
De asemenea, Rabener a publicat eseuri si poezii ebraice în publicațiile Hamevasser, Otzar Hahokhma, Ha'et si Hamaghid. 
După ce s-a stabilit în România și a învățat limba țării, a tradus în ebraică „Oda gintei latine” de Vasile Alecsandri, poezie care a mai fost tradusă în ebraică de rabinul Itzhak Aizic Taubes, de către Naftali Herz Imber și de Israel Teller.

## Scrieri
- Versuri:

traduse:
- - 1862 - Ét hazamir (Vremea privighetorii) - culegere de versuri cu ocazia centenarului nașterii lui Friedrich Schiller, Cernăuți, tipografia Eli Igel

("עת הזמיר" - אסופת מבחר שירי המשורר האשכנזי הנשגב שיללער תהילתו מלאה הארץ, אשר העתיק ללשון עברייה בעת תקופת מאה שנה לחיי שילר, צ'רנוביץ כת"ר,1862 בדפוס של אלי איגל)
- - 1862 - Negginot Éver (Cântece ebraice) נגינות עבר 32 si poezia Darkness - Hezion Mahshakh חזיון מחשך -  poezii de Lordul Byron, Cernăuți, tipografia Eli Igel

originală:
- - שיר החיים (Shir hahaiym ) - Cântecul vieții
  - לוח הלב) (Luakh Halev) - Tabla inimii
- Eseuri:
  - 1887Tziunim latorá ציונים לתורה- 1887, Drohobîci
  - 1888Esh daat -אש דעת  1888, Drohobîci
  - 1893Mamar shmo shel Hamashiakh, מאמר שמו של המשיח 1893, Cracovia
- Piese de teatru:
  - 1880 - Hashulamit (Sulamita), tipografia Goldner, Iași